# Erich Postler
Erich Postler (* 25. November 1940 in Märzdorf, Nordböhmen) ist ein ehemaliger deutscher Jugendfunktionär (FDJ) und Politiker (SED). Er war Mitglied des ZK der SED und Erster Sekretär der SED-Bezirksleitung Gera.

## Leben
Postler, Sohn eines Landwirts, besuchte die Grundschule sowie die Fachschule für Landwirtschaft in Stadtroda. Er arbeitete zunächst auf dem elterlichen Hof, wurde staatlich geprüfter Landwirt und qualifizierte sich 1962 zum Agraringenieur. Er war als Agraringenieur in der LPG „Komsomol“ in Fürstenwerder tätig. 
Nach einem Studium an der Komsomol-Hochschule in Moskau war er von 1959 bis 1980 Mitglied des Zentralrates (ZR) der FDJ. Von 1963 bis 1965 wirkte er als Sekretär für Landjugend und von 1965 bis 1969 als Erster Sekretär der FDJ-Bezirksleitung Schwerin. Anschließend fungierte er von 1969 bis 1976 als Sekretär für Landjugend, dann bis 1980 als Zweiter Sekretär des ZR der FDJ. Von Mai 1976 bis Dezember 1989 war Postler Mitglied des ZK der SED und von Februar 1981 bis Oktober 1989 Zweiter Sekretär der SED-Bezirksleitung Schwerin. 
Am 2. November 1989 wurde er von der SED-Bezirksleitung Gera einstimmig zum Ersten Sekretär gewählt. Postler war Mitglied des Arbeitsausschusses zur Vorbereitung des Sonderparteitages der SED im Dezember 1989. Bereits am 21. Dezember 1989 trat er jedoch von der Funktion des Ersten Sekretärs der SED-Bezirksleitung Gera zurück.
Postler kehrte nach Mecklenburg zurück und arbeitete auf dem VEG Banzkow.
Seit 1990 ist Postler Mitglied der PDS bzw. der Partei Die Linke und Mitarbeiter des Solidaritätskomitees für die Opfer der politischen Verfolgung in Deutschland.

## Auszeichnungen
- Orden Banner der Arbeit Stufe I (1977)
- Vaterländischer Verdienstorden in Gold (1979)